# Stazione di Rostock Centrale
La stazione di Rostock Centrale (in tedesco Rostock Hbf) è la principale stazione ferroviaria della città tedesca di Rostock.

## Storia
La stazione fu aperta nel 1886 dalla Deutsch-Nordische-Lloyd. Con l'istituzione del servizio di traghettamento ferroviario Warnemünde-Gedser lungo la tratta Berlino-Copenaghen l'importanza strategica della stazione crebbe. Nel 1913 la facciata fu rifatta in stile Art Nouveau, mentre nel 1922 furono allargate le banchine. Nonostante i danneggiamenti della seconda guerra mondiale, la stazione di Rostock crebbe d'importanza con la divisione della Germania. Lo sviluppo della cantieristica e degli impianti industriali cittadini favorì un aumento del traffico, mentre il ruolo di Rostock di principale porto della Repubblica Democratica Tedesca favorì la creazione di collegamenti diretti non solo con Berlino Est, Dresda e Lipsia, ma anche con Praga e Budapest. Importanti lavori d'espansione furono apportati nel corso degli anni, mentre nel 1985 fu attivata l'elettrificazione della stazione.
La riunificazione del paese, e la successiva espansione del trasporto merci su gomma, comportò una rapida perdita d'importanza dello scalo di Rostock, a vantaggio dei porti di Amburgo e Kiel. Le principali connessioni interne furono declassate, mentre quelle internazionali cancellate, così come il traghettamento ferroviario con la Danimarca. Dal 1999 al 2003 la stazione di Rostock è stata sottoposta ad una serie d'importanti lavori.

## Movimento
La stazione di Rostock è situata lungo la linea Warnemünde-Neustrelitz ed è stazione di testa delle linee per Wismar, Bad Kleinen, Tessin, Stralsund e Rostock Seehafen Nord.